# Spinotarsus denticulatus
Spinotarsus denticulatus är en mångfotingart som först beskrevs av Carl Graf Attems 1928.  Spinotarsus denticulatus ingår i släktet Spinotarsus och familjen Odontopygidae. Inga underarter finns listade i Catalogue of Life.